# Калабарія Рейнґардта
Калабарія Рейнґардта (лат. Calabaria reinhardtii) — єдиний представник роду неотруйних змій Калабарія з родини Удавові. Назва походить від данського герпетолога Йоганеса Рейнґардта.

## Опис
Загальна довжина досягає 90-100 см. Голова маленька, з редукованими щитками й невеликими очима. Тулуб циліндричної формі, дуже м'язистий. Хвіст дуже малий. Забарвлення червонувато-коричневого кольору, по якому розкидані дрібні рожеві цятки. Кінчик голови та кінчик хвоста зверху майже чорні.

## Спосіб життя
Полюбляє густі та вологі ліси. Значну частину життя проводить, риючи нори та ходи під землею. Тримає голову вертикально вниз, а хвіст в цей час піднятий над землею й дещо погойдується з боку в бік. Кінець хвоста імітує голову, чому сприяє його чорне забарвлення, іноді до того ж з білим «шийним» кільцем. Така мімікрія рятує при нападі хижаків. Також в разі сильної небезпеки скручується у кулю, ховаючи голову всередину, розгорнути її дуже важко. Активна вночі. Харчується дрібними гризунами та землерийками.
Це яйцеживородна змія. Самка народжує 1—2 дитинчат.

## Розповсюдження
Мешкає від Сьєрра-Леоне до Конго.